# Переспа (річка)
Переспа — річка, ліва притока річки Свіслоч, що дала назву історичному району Мінська.

## Історія
За легендою в місці впадання Переспи в Свіслоч був побудований млин богатиря-знахаря Менська, з чого почало своє існування місто Мінськ. У 1922 році в річку впадав магістральний канал осушувальної мережі Комаровського болота. У Переспу впадала нині неіснуюча річка Віранка. У 1975 році річка була укладена в підземний зливовий колектор, який в середовищі мінських дигерів називається Порцеляноровим, а офіційно Комаровським.

## Географія
Витік Переспи знаходився на території колишнього Комаровського болота (нині Парку Дружби народів), біля місця перетину вулиць Кульман і Карастоянової. Струмок протікав по території, де зараз розташовується котельня Центрального району, потім вздовж вулиці Гая, і по території порцелянового заводу в бік перехрестя вулиць Машерова, Даумана і Стрижевської. Гирло розташовується між спорткомплексом Динамо і проспектом Машерова, річка впадала в Свіслоч невеликим водоспадом. В даний час поряд з гирлом знаходиться 150 метровий водостік, який закінчується входом в колектор.